# Yamato, la nau espacial de combat
Yamato, la nau espacial de combat (títol original Space Battleship Yamato (SPACE BATTLESHIP ヤマト, Supēsu Batorushippu Yamato)) és una pel·lícula japonesa dirigida per Takashi Yamazaki i estrenada l'any 2010. Es basa en l'anime Space Battleship Yamato.
Compta amb serioses i notables diferències respecte de l'animació original, ja que la seva trama es redueix a resumir els episodis de la primera sèrie animada en un espai d'una mica més d'1 hora, eliminant fins i tot a personatges que van tenir gran transcendència en la trama original. Moltes de les escenes de la mateixa es van produir mitjançant animacions informatitzades en 3D i efectes de maquetería, tot per a reduir els costos finals de la producció.
En el càsting d'actors, Erika Sawajiri havia estat originalment triada pels productors perquè prengués el paper de l'heroïna Yuki Mori, però va ser reemplaçada per Meisa Kuroki. La cadena Toho va exhibir per primera vegada la pel·lícula l'1 de desembre de l'any 2010, en 440 cinemes al Japó. Ha estat doblada al català.

## Argument
Els fets transcorren l'any 2199, cinc anys després que apareguessin uns misteriosos alienígenes anomenats Gamilas, que comencen a modificar l'ambient de la Terra en impactar-la amb enormes meteorits gegants, deixant la superfície totalment inhabitable a causa de les radiacions i els seus posteriors efectes. A l'espècie humana a penes li queda un any de vida quan es rep un enigmàtic missatge provinent del llunyà planeta Iscandar, assegurant que posseeixen un artefacte capaç d'eliminar la radiació de la Terra i oferint la seva ajuda als humans. Decidits a salvar el planeta, les Forces de Defensa reconstrueixen el cuirassat espacial Yamato per poder realitzar l'increïble viatge que els portarà a més de 150.000 anys llum de distància a la recerca d'un planeta desconegut, que pot ser l'última esperança per a l'espècie humana i la Terra.

## Elenc i personatges
La majoria dels caràcters principals difereixen de la seva contrapart animada en la sèrie. Yuki és més activa en els rols de combat cos a cos i en aeronaus de combat, i dos dels papers fets per personatges masculins en la sèrie –Aihara i el Dr. Sado– van ser canviats per personatges femenins en la pel·lícula, i altres simplement suprimits i/o limitats en els seus rols i participacions, com Kato.

### Tripulació del Yamato
- Takuya Kimura com Susumu Kodai.
- Meisa Kuroki com Yuki Mori, as dels pilots de l'esquadró Black Tiger.
- Toshirō Yanagiba com Shirō Sanada, oficial científic/tecnològic.
- Naoto Ogata com Daisuke Shima, navegant en cap i el millor amic de Susumu Kodai.
- Reiko Takashima com la Dr. Sado, metge en cap de la nau.
- Toshiyuki Nishida com Hikozaemon Tokugawa, enginyer en cap.
- Hiroyuki Ikeuchi com Hajime Saitō, líder dels Serveis de seguretat (Comandos).
- Maiko Skorick (マイコ) com Aihara, oficial de comunicacions.
- Toshihiro Yashiba com Yasuo Nanbu, unitat tàctica.
- Kazuki Namioka com Saburō Katō, líder dels pilots de l'esquadró Black Tiger.
- Takumi Saito com Akira Yamamoto, pilot de l'esquadró Black Tiger.
- Takahiro Miura com Furuya, pilot de l'esquadró Black Tiger.
- Tsutomu Yamazaki com el Capità Jūzō Okita.
- Kensuke Ōwada com Kenjirō Ōta, navegant.
- Sawai Miyū com Higashida.

### Altres
- Shinichi Tsutsumi com Mamoru Kodai, el germà major de Susumu Kodai i capità del destructor espacial de la classe Isokaze Yukikaze.
- Isao Hashizume com Heikurō Tōdō, comandant en cap de la Força de Defensa Terrícola.

## Producció
TBS Pictures, la branca de producció cinematogràfica de la cadena de televisió Tokyo Broadcasting System (TBS), havia estat planificant la pel·lícula d'acció en directe des del 2005. Noboru Ishiguro, director i membre de l'equip de la sèrie original Space Battleship Yamato, va confirmar al seu panell d'Otakon el 17 de juliol de 2009 que una versió d'acció en viu de Space Battleship Yamato estava en desenvolupament.
El director Takashi Yamazaki va dirigir el projecte per a un llançament previst per al desembre de 2010 amb un pressupost de 2.200 milions de iens (22 milions de dòlars EUA). La pel·lícula inclou un extens VFX produït per Yamazaki casa d'efectes visuals Shirogumi, que sumen 65 minuts de durada de la pel·lícula en més de 500 plans. El diari Daily Sports va informar que el 80% de les escenes incorporen l'última tecnologia d'CGI per recrear les batalles espacials de la sèrie de televisió. Després d'haver estat mogut per les escenes en 3D de Avatar, Takuya Kimura, que interpreta Susumu Kodai, va pressionar amb Yamazaki per millorar la qualitat de les escenes CGI de la pel·lícula i tornar-les a filmar si era possible. A causa del perill d'excés de pressupost, també va acceptar sacrificar part de la seva quota de talent per reduir el cost.
Erika Sawajiri estava programada originalment per protagonitzar la pel·lícula com a protagonista femenina Yuki Mori, però va ser substituïda per Meisa Kuroki.
La fotografia principal va començar el 12 d'octubre de 2009 i es va acabar a finals d'any. Els gràfics per ordinador, l'edició i altres elements de la postproducció van trigar més de nou mesos abans que Toho obrí la pel·lícula l'1 de desembre de 2010 a 440 pantalles al Japó.

## Promoció i distribució
Yamato, la nau especial de combat va ser llançat al Japó l'1 de desembre de 2010.
El 16 de setembre, Tokyograph va informar que Steven Tyler d'Aerosmith va escriure una cançó, titulada "Love Lives", per a la pel·lícula basada en un guió traduït a l'anglès i diversos clips de la pel·lícula. La cançó també la interpreta Tyler i es va estrenar el 24 de novembre de 2010 una setmana abans de l'estrena de la pel·lícula. S'escolta una vista prèvia de la cançó al tràiler oficial.
La pel·lícula ha rebut llicència per a la distribució internacional de diverses companyies: Wild Side Films (França), Splendid Film (Alemanya), Golden Harvest (Xina, Hong Kong i Macau), CatchPlay (Taiwan), Encore Films (Singapur, Malàisia, Brunei i Indonèsia), Funimation (Estats Units i Canadà), Nexo Digital (Itàlia), Manga Entertainment (Regne Unit i Irlanda), Madman Entertainment (Austràlia, Nova Zelanda, Papua Nova Guinea i Fiji) i Sahamongkol Film International Co. Ltd. (Tailàndia). Mediatres Studio va signar un acord amb TBS Company per a la distribució de vídeos domèstics de la pel·lícula a Espanya. La pel·lícula s'estrenarà en DVD en aquest país sota el segell de qualitat "Winds of Asia" i es vendrà a través de la divisió espanyola de Warner Home Video, la divisió d'entreteniment domèstic de Warner Bros., una subsidiària del conglomerat esattunidenc Time Warner des de 1990.
Al Japó es van llançar diferents edicions de DVD i Blu-ray el 24 de juny de 2011.
Manabu Wakui també va escriure la novel·lització de la pel·lícula. El llibre explica encara més la història darrere dels atacs amb bombes al planeta 2194 i també inclou una escena on el fill mut de Shima, Jiro, finalment parla per primera vegada en veure l'arribada dels supervivents del Yamato.

## Taquilla i recepció
Yamato, la nau espacial de combat va debutar al número 1 de la taquilla japonesa, superant Harry Potter i les relíquies de la Mort (Part 1). Va recaptar 4.100 milions de iens (51.370 milions de dòlars) al Japó, convertint-se en la quarta pel·lícula nacional més taquillera del 2011. També va recaptar 664.003 dòlars a l'estranger, a Hong Kong, Singapur, Taiwan i Tailàndia.
Zac Bertschy, de l'Anime News Network, va qualificar la pel·lícula com a B, anomenant-la "una adaptació completament modernitzada, que toca el pedal de l'accelerador des de la porta i no s'atura ni un moment, sense vergonya només intentar-ho, diverteix-te a l'infern."
The Japan Times va donar a la pel·lícula una crítica positiva. El crític va dir que la pressió d'estrenar una pel·lícula amb molt suport corporatiu i expectatives per part dels fanàtics acèrrims posava molt estrès a l'equip de producció, però van poder tenir suficients prou entreteniment per als nens i fer un drama seriós.
The Hollywood Reporter va afirmar que la pel·lícula tenia un "aspecte futurista elegant sense perdre de vista l'estil d'il·lustració dels anys 70" de la sèrie original malgrat un pressupost reduït (en comparació amb altres pel·lícules occidentals de ciència-ficció).
D'altra banda, Christoph Mark de The Daily Yomiuri va dir que la pel·lícula "mancava de gravetat" i va criticar que el disseny de producció recordava massa al remake de Battlestar Galactica.